# Jordbävningen i Düzce 1999
Jordbävningen i Düzce 1999 var en jordbävning som inträffade den 12 november 1999 klockan 18:57 lokal tid (16:57 UTC) med en momentmagnitud på 7,2, som orsakade skador och dödade 894 personer i Düzce, Turkiet.  
Epicentrum låg cirka 100 kilometer öster om området för jordbävningen i İzmit med momentmagnitud 7,4 den 17 augusti 1999, som dödade över 17 000 personer.  
Jordbävningen inträffade i nordanatoliska förkastningen. 

### Fotnoter
1. ↑  http://gees.usc.edu/GEER/Duzce/Introduction.htm Arkiverad 16 juli 2011 hämtat från the Wayback Machine.
2. ↑  http://earthquake.usgs.gov/eqcenter/eqarchives/significant/sig_1999.php Arkiverad 19 augusti 2009 hämtat från the Wayback Machine.